# Jean-Pierre Changeux
Jean-Pierre Changeux (Domont, 6 de abril de 1936) é um neurobiologista francês.
Em 2010 foi eleito membro da Académie royale des sciences, des lettres et des beaux-arts de Belgique.
Desde 2021 o grupo de mídia Clarivate Analytics conta-o entre os favoritos a um Prêmio Nobel (Clarivate Citation Laureates) devido ao número de suas citações.

## Condecorações e honrarias selecionadas
- 1974: Membro da Academia Leopoldina
- 1978: Prêmio Internacional da Fundação Gairdner
- 1982: Prêmio Richard Lounsbery
- 1982: Prêmio Wolf de Medicina
- 1992: Medalha de Ouro CNRS
- 1995: Medalha Max Delbrück
- 1997: Prêmio Jean Louis Signoret
- 2001: Prêmio Balzan
- 2007: Prêmio NAS de Neurociências
- 2008: Prêmio Neuroplasticidade
- 2018: Albert Einstein World Award of Science

## Obras
- J.-P. Changeux: Der neuronale Mensch. Wie die Seele funktioniert - die Entdeckungen der neuen Gehirnforschung. 1984, ISBN 3-498-00865-X
- J.-P. Changeux, Alain Connes: Gedankenmaterie. Springer, 1992, ISBN 3-540-54559-X